# Нова Алексеєвка (Ульяновська область)
Нова Алексеєвка (рос. Новая Алексеевка) — село в Павловському районі Ульяновської області Російської Федерації.
Населення становить 280 осіб. Входить до складу муніципального утворення Пичеурське сільське поселення.

## Історія
Від 2004 року входить до складу муніципального утворення Пичеурське сільське поселення.

## Населення
| 2010 |
| ---- |
| 280  |